# Villers-Bretonneux Communal Cemetery
Villers-Bretonneux Communal Cemetery is een begraafplaats gelegen in de Franse plaats Villers-Bretonneux (Somme). De militaire graven worden onderhouden door de Commonwealth War Graves Commission.
De begraafplaats telt 12 geïdentificeerde Gemenebest graven uit de Eerste Wereldoorlog.